# 사찬
사찬(師纂, ? ~ 264년)은 중국 삼국시대 위나라의 장수이다. 등애(鄧艾)를 따라 촉나라 정벌에 종군했다.

## 생애
원래 사찬은 사마소 밑에서 주부(主簿) 벼슬을 하고 있었다. 262년 사마소가 촉나라를 정벌하려 하자 등애는 촉나라에 빈틈이 없다며 정벌하는 것에 반대했다. 사마소는 사찬을 등애의 사마(司馬)로 삼은 뒤 등애에게 자신의 뜻을 전하게 하자, 이를 받든 등애는 더 이상 이의를 제기하지 않았다.
제갈첨(諸葛瞻)이 지키는 면죽관(綿竹關)을 공격할 때 등애의 명을 받아 등충(鄧忠)은 면죽관의 오른쪽을 공격하고, 사찬은 왼쪽을 공격했다. 촉군의 저항이 거세자 등충과 함께 본진으로 후퇴했으나, 등애가 두 사람의 목을 베려 하자 다시 공격에 나서 면죽관을 점령하는 데 공을 세웠다. 촉나라가 멸망한 후 익주자사를 대행하였다.
종회(鐘會)가 사마소에게 등애를 모함할 때, 사찬도 이에 가담하였다. 264년에 위관(衛瓘)이 전속(田續)을 보내 이미 잡혀 있던 등애 부자를 죽일 때 사찬 역시 죽임을 당하였다. 사찬은 평소에 성미가 급하고 은혜를 베푼 일이 적었기 때문에 많은 상처를 입으면서 죽었다고 한다.

## 《삼국지연의》에서의 사찬
삼국지연의에서는 장전교위(帳前校尉)라는 직책에 있으면서 강유가 이끈 촉군과 싸우는 등애를 돕는다. 촉나라를 정벌할 때 면죽관에서 나무로 만든 제갈량(諸葛亮)의 모습에 놀라 등충과 함께 후퇴한다. 그러나 촉나라가 멸망한 뒤 등애를 모함한 일은 나오지 않는다.